# Hao Jialu
Hao Jialu, née le 20 août 1987 à Taiyuan, est une escrimeuse chinoise. Son arme de compétition est l'épée. 

## Carrière
Hao commence la pratique de l'escrime à l'âge assez avancé de seize ans, en 2003. Elle intègre le circuit de la coupe du monde pour la première fois en 2009, en participant au tournoi de Nankin, durant lequel elle se classe 72e. Éclipsée par une forte concurrence dans l'épée féminine chinoise, elle ne réapparaît qu'au cours de la coupe du monde 2013-2014, prenant part à trois tournois dont le Grand Prix de La Havane, qu'elle remporte. Elle se qualifie ainsi pour les championnats du monde d'escrime 2014 à Kazan, mais se classe seulement 41e. Sa saison 2014-2015 est discrète, mais elle remporte la médaille d'argent des championnats d'Asie et surtout l'or aux championnats du monde de Moscou par équipes.
Sa très courte carrière (deux saisons complètes sur le circuit) s'arrête au terme des Jeux de Rio de Janeiro 2016 où, retenue comme remplaçante pour l'épreuve par équipes, elle décroche avec ses compatriotes la médaille d'argent derrière l'équipe de Roumanie. Trois des quatre épéistes chinoises mettront fin à leur carrière immédiatement après cette compétition : Hao, Sun Yujie et Xu Anqi, laquelle tentera de se relancer en 2019 pour la course olympique. La seule à avoir persévéré, Sun Yiwen, est devenue championne olympique en individuel en 2021.

## Palmarès
- Jeux olympiques
  -  Médaille d'argent par équipes aux Jeux olympiques de 2016 à Rio de Janeiro

- Championnats du monde d'escrime
  -  Médaille d'or par équipes aux championnats du monde d'escrime 2015 à Moscou

- Championnats d'Asie d'escrime
  -  Médaille d'argent par équipes aux championnats d'Asie d'escrime 2015 à Singapour

## Classement en fin de saison
| Année | 2010 | 2014 | 2015 | 2016 |
| ----- | ---- | ---- | ---- | ---- |
| Rang  | 549  | 24   | 58   | 57   |